# Јамајка на Светском првенству у атлетици на отвореном 2023.
Јамајка је учествовала на 19. Светском првенству у атлетици на отвореном 2023. одржаном у Будимпешти од 19. до 27. августа деветнаести пут, односно, учествовала је на свим првенствима до данас. Јамајка је пријавила 63 учесника (31 мушкарац и 32 жена) који су се такмичили у 28 дисциплина (13 мушких, 14 женских и 1 мешовита).,
На овом првенству Јамајка је по броју освојених медаља заузела 4. место са 12 освојених медаља (3 златне, 5 сребрних и 4 бронзане). У табели успешности према броју и пласману такмичара који су учествовали у финалним такмичењима (првих 8 такмичара) Јамајка је са 29 учесника у финалу заузели 2. место са освојених 139 бодова.
| Плас. | Земља   | 1. место | 2. место | 3. место | 4. место | 5. место | 6. место | 7. место | 8. место | Бр. финал. | Бод. |
| ----- | ------- | -------- | -------- | -------- | -------- | -------- | -------- | -------- | -------- | ---------- | ---- |
| 2.    | Јамајка | 3        | 5        | 4        | 5        | 5        | 0        | 4        | 3        | 29         | 139  |

## Учесници
| Мушкарци: - Oblique Seville — 100 м, 4х100 м - Рајем Форде — 100 м, 4х100 м - Рохан Вотсон — 100 м, 4х100 м - Ендру Хадсон — 200 м - Рашид Двајер — 200 м - Антонио Вотсон — 400 м, 4х400 м - Шон Бејли — 400 м - Zandrion Barnes — 400 м, 4х400 м - Наваски Андерсон — 800 м - Хансл Парчмент — 110 м препоне - Орландо Бенет — 110 м препоне - Рашид Броадбел — 110 м препоне - Roshawn Clarke — 400 м препоне - Jaheel Hyde — 400 м препоне - Асини Вилсон — 400 м препоне - Ackeem Blake — 4х100 м - Рашин Макдоналд — 4х400 м - Нејтон Ален — 4х400 м - Џевон Пауел — 4х400 м - Д'Андре Андерсон — 4х400 м - Демиш Геј — 4х400 м (м+ж) - Малик Џејмс-Кинг — 4х400 м (м+ж) - Ромејн Бекфорд — Скок увис - Вејн Пинок — Скок удаљ - Таџеј Гејл — Скок удаљ - Кери Меклауд — Скок удаљ - Џејдон Хиберт — Троскок - Рајиндра Кембел — Бацање кугле - Фредрик Дакре — Бацање диска - Травес Смикле — Бацање диска - Роје Стона — Бацање диска | Жене: - Шерика Џексон — 100 м, 200 м, 4х100 м - Шели-Ен Фрејзер-Прајс — 100 м, 4х100 м - Наташа Морисон — 100 м, 4х100 м - Сашали Форбс — 100 м, 4х100 м - Кевона Дејвис — 200 м - Наталија Вајт — 200 м - Ашанти Мур — 200 м - Кендис Меклауд — 400 м, 4х400 м - Никиша Прајс — 400 м, 4х400 м - Чароки Јанг — 400 м, 4х400 м - Аделе Трејси — 800 м, 1.500 м - Natoya Goule-Toppin — 800 м, 4х400 м (м+ж) - Данијела Вилијамс — 100 м препоне - Ацкера Нугент — 100 м препоне - Меган Тапер — 100 м препоне - Рушел Клејтон — 400 м препоне - Џанијев Расел — 400 м препоне, 4х400 м - Андренет Најт — 400 м препоне - Брајана Вилијамс — 4х100 м - Елејн Томпсон-Хера — 4х100 м - Стејси-Ен Вилијамс — 4х400 м, 4х400 м (м+ж) - Шиан Салмон — 4х400 м - Ламара Дистин — Скок увис - Кимберли Вилијамсон — Скок увис - Акелија Смит — Скок удаљ - Тисана Хиклинг — Скок удаљ - Шаника Рикетс — Троскок - Кимберли Вилијамс — Троскок - Акелија Смит — Троскок - Даниел Томас-Дод — Бацање кугле - Саманта Хол — Бацање диска - Најока Клунис — Бацање кладива |

## Освајачи медаља (12)

### Злато (3)
- Шерика Џексон — 200 м
- Антонио Вотсон — 400 м
- Данијела Вилијамс — 100 м препоне

### сребро (5)
- Шерика Џексон — 100 м
- Хансл Парчмент — 110 м препоне
- Наташа Морисон, Шели-Ен Фрејзер-Прајс, 
 Сашали Форбс, Шерика Џексон — штафета 4 х 100 м
- Кендис Меклауд, Џанијев Расел, 
 Никиша Прајс, Стејси Ен Вилијамс — штафета 4 х 400 м
- Вејн Пинок — Скок удаљ

### Бронза (4)
- Шели-Ен Фрејзер-Прајс — 100 м
- Рушел Клејтон — 400 м препоне
- Ackeem Blake, Oblique Seville, 
 Рајем Форде, Рохан Вотсон — штафета 4 х 100 м
- Таџеј Гејл — Скок удаљ

## Резултати

### Мушкарци
| Атлетичар                                                                               | Дисциплина    | Лични рекорд | Предтакмичење     | Предтакмичење     | Квалификације         | Квалификације        | Полуфинале           | Полуфинале           | Финале               | Финале       | Детаљи |
| Атлетичар                                                                               | Дисциплина    | Лични рекорд | Резултат          | Место             | Резултат              | Место                | Резултат             | Место                | Резултат             | Место        | Детаљи |
| --------------------------------------------------------------------------------------- | ------------- | ------------ | ----------------- | ----------------- | --------------------- | -------------------- | -------------------- | -------------------- | -------------------- | ------------ | ------ |
| Oblique Seville                                                                         | 100 м         | 9,86         | слободни          | слободни          | 9,86 КВ, =ЛР          | 1. у гр. 5           | 9,90 КВ              | 1. у гр. 3           | 9,88(.877)           | 4 / 71 (75)  |        |
| Рајем Форде                                                                             | 100 м         | 9,96         | слободни          | слободни          | 10,01 КВ              | 2. у гр. 1           | 9,95 кв, ЛР          | 3. у гр. 2           | 10,08                | 8 / 71 (75)  |        |
| Рохан Вотсон                                                                            | 100 м         | 9,91         | слободни          | слободни          | 10,11(.107) КВ        | 2. у гр. 6           | 10,07                | 6. у гр. 1           | Није се квалификовао | 13 / 71 (75) |        |
| Ендру Хадсон                                                                            | 200 м         | 19,87        |                   |                   | 20,25 КВ              | 2. у гр. 2           | 20,38                | 5. у гр. 1           | 20,40                | 8 / 54 (57)  |        |
| Рашид Двајер                                                                            | 200 м         | 19,80        | 20,40(.394) КВ    | 3. у гр. 5        | 20,49                 | 6. у гр. 3           | Није се квалификовао | 17 / 54 (57)         |                      |              |        |
| Антонио Вотсон                                                                          | 400 м         | 44,54        | 44,77(.766) КВ    | 1. у гр. 5        | 44,13 КВ, ЛР          | 1. у гр. 1           | 44,22                |                      |                      |              |        |
| Шон Бејли                                                                               | 400 м         | 44,43        | 44,98 КВ          | 3. у гр. 4        | 44,94 КВ              | 2. у гр. 3           | 44,96                | 5 / 41 (45)          |                      |              |        |
| Zandrion Barnes                                                                         | 400 м         | 44,90        | 45,50КВ           | 3. у гр. 6        | 45,38                 | 6. у гр. 2           | Није се квалификовао | 16 / 41 (45)         |                      |              |        |
| Наваски Андерсон                                                                        | 800 м         | 1:44,70 НР   | Дисквалификован   | Дисквалификован   | Није се квалификовао  | Није се квалификовао | Није се квалификовао | Није се квалификовао |                      |              |        |
| Хансл Парчмент                                                                          | 110 м препоне | 12,94        | 13,30 КВ          | 1. у гр. 1        | 13,27 КВ              | 2. у гр. 3           | 13,07 ЛРС            |                      |                      |              |        |
| Орландо Бенет                                                                           | 110 м препоне | 13,18        | 13,39 кв          | 5. у гр. 4        | 13,34(.335)           | 4. у гр. 1           | Није се квалификовао | 14 / 43 (45)         |                      |              |        |
| Рашид Броадбел                                                                          | 110 м препоне | 13,10        | Дисквалификован   | Дисквалификован   | Није се квалификовао  | Није се квалификовао | Није се квалификовао | Није се квалификовао |                      |              |        |
| Roshawn Clarke                                                                          | 400 м препоне | 47,85        | 48,39 КВ          | 3. у гр. 4        | 47,34 КВ, СРј, НР, ЛР | 2. у гр. 3           | 48,07                | 4 / 41 (43)          |                      |              |        |
| Jaheel Hyde                                                                             | 400 м препоне | 48,03        | 48,63(.624) КВ    | 2. у гр. 5        | 48,79                 | 4. у гр. 1           | Ниje се квалификоваo | 12 / 41 (43)         |                      |              |        |
| Асини Вилсон                                                                            | 400 м препоне | 48,50        | Није завршио трку | Није завршио трку | Није се квалификовао  | Није се квалификовао | Није се квалификовао | Није се квалификовао | [ мртва веза ]       |              |        |
| Ackeem Blake Oblique Seville Рајем Форде Рохан Вотсон                                   | 4 х 100 м     | 36,84 НР     | 37,68 КВ, НРС     | 2. у гр. 1        |                       |                      | 37,76 НРС            |                      |                      |              |        |
| Рашин Макдоналд Нејтон Ален Zandrion Barnes Антонио Вотсон Џевон Пауел Д'Андре Андерсон | 4 х 400 м     | 2:56,75 НР   | 2:59,82 КВ, НРС   | 1. у гр. 2        | 2:59,34 НРС           | 4 / 17               |                      |                      |                      |              |        |
| Ромејн Бекфорд                                                                          | Скок увис     | 2,27         | 2,22              | 11. у гр. А       | Није се квалификовао  | 22 / 26 (29)         |                      |                      |                      |              |        |
| Вејн Пинок                                                                              | Скок удаљ     | 8,37         | 8,54 КВ, СРС, ЛР  | 1. у гр. А        | 8,50                  |                      |                      |                      |                      |              |        |
| Таџеј Гејл                                                                              | Скок удаљ     | 8,69 НР      | 8,12 кв           | 5. у гр. Б        | 8,27 =ЛРС             |                      |                      |                      |                      |              |        |
| Кери Меклауд                                                                            | Скок удаљ     | 8,40         | 8,19 КВ           | 1. у гр. Б        | 8,27                  | 4 / 37 (39)          |                      |                      |                      |              |        |
| Џејдон Хиберт                                                                           | Троскок       | 17,87        | 17,70 КВ          | 1. у гр. Б        | Без пласмана          | Без пласмана         |                      |                      |                      |              |        |
| Рајиндра Кембел                                                                         | Бацање кугле  | 22,22        | 20,83 кв          | 6. у гр. А        | Без пласмана          | Без пласмана         |                      |                      |                      |              |        |
| Фредрик Дакре                                                                           | Бацање диска  | 70,78 НР     | 65,45 кв          | 4. у гр. Б        | 66,72                 | 5 / 35               |                      |                      |                      |              |        |
| Травес Смикле                                                                           | Бацање диска  | 68,14        | 65,71 кв          | 3. у гр. А        | 61,90                 | 11 / 35              |                      |                      |                      |              |        |
| Роје Стона                                                                              | Бацање диска  | 68,64        | 62,67             | 9. у гр. А        | Није се квалификовао  | 19 / 35              |                      |                      |                      |              |        |

### Жене
| Атлетичарка | Дисциплина     | Лични рекорд | Квалификације       | Квалификације | Полуфинале            | Полуфинале            | Финале                 | Финале       | Детаљи |
| Атлетичарка | Дисциплина     | Лични рекорд | Резултат            | Место         | Резултат              | Место                 | Резултат               | Место        | Детаљи |
| --- | -------------- | ------------ | ------------------- | ------------- | --------------------- | --------------------- | ---------------------- | ------------ | ------ |
| Шерика Џексон | 100 м          | 10,65        | 11,06(.056) КВ      | 1. у гр. 4    | 10,79(.787) КВ        | 1. у гр. 2            | 10,72                  |              |        |
| Шели-Ен Фрејзер-Прајс                                                                                            | 100 м          | 10,60        | 11,01(.006) КВ      | 1. у гр. 7    | 11,12 КВ              | 1. у гр. 1            | 10,77 ЛРС              |              |        |
| Наташа Морисон                                                                                                   | 100 м          | 10,87        | 11,02 КВ            | 2. у гр. 5    | 11,03(.024)           | 4. у гр. 3            | Нису се квалификовале  | 12 / 54 (56) |        |
| Сашали Форбс | 100 м          | 10,96        | 11,12 КВ            | 2. у гр. 6    | 11,12                 | 6. у гр. 2            | Нису се квалификовале  | 14 / 54 (56) |        |
| Шерика Џексон | 200 м          | 21,45 НР     | 22,51 КВ            | 1. у гр. 3    | 22,00 КВ              | 1. у гр. 2            | 21,41 РСП, СРС, НР, ЛР |              |        |
| Кевона Дејвис | 200 м          | 22,26        | 22,49 КВ            | 2. у гр. 5    | 22,34(.339)           | 5. у гр. 2            | Нису се квалификовале  | 10 / 44 (45) |        |
| Наталија Вајт | 200 м          | 22,39        | 22,44 КВ            | 2. у гр. 4    | 22,52                 | 3. у гр. 1            | Нису се квалификовале  | 12 / 44 (45) |        |
| Ашанти Мур | 200 м          | 22,49        | 23,12               | 5. у гр. 2    | Није се квалификовала | Није се квалификовала | Није се квалификовала  | 25 / 44 (45) |        |
| Кендис Меклауд                                                                                                   | 400 м          | 49,51        | 50,37 КВ            | 3. у гр. 1    | 50,62 кв              | 4. у гр. 1            | 51,08                  | 7 / 48       |        |
| Никиша Прајс | 400 м          | 50,21        | 50,38 КВ            | 1. у гр. 4    | 51,24                 | 5. у гр. 2            | Нису се квалификовале  | 15 / 48      |        |
| Чароки Јанг | 400 м          | 49,87        | 51,24(.238) кв      | 6. у гр. 6    | 51,40                 | 6. у гр. 3            | Нису се квалификовале  | 16 / 48      |        |
| Natoya Goule-Toppin                                                                                              | 800 м          | 1:56,15 НР   | 1:59,64 КВ          | 2. у гр. 7    | 2:00,78               | 3. у гр. 2            | Нису се квалификовале  | 18 / 56      |        |
| Аделе Трејси | 800 м          | 1:59,20      | 1:59,82 КВ, ЛРС     | 2. у гр. 4    | 1:58,99 кв, ЛР        | 3. у гр. 1            | 1:58,41 ЛР             | 7 / 56       |        |
| Аделе Трејси | 1.500 м        | 4:02,36      | 4:03,67 КВ          | 5. у гр. 4    | 3:58,77 НР, ЛР        | 7. у гр. 2            | Није се квалификовала  | 7 / 55 (56)  |        |
| Данијела Вилијамс                                                                                                | 100 м препоне  | 12,32        | 12,51(.509) КВ, ЛРС | 3. у гр. 3    | 12,50(.498) КВ, ЛРС   | 3. у гр. 3            | 12,43 ЛРС              |              |        |
| Ацкера Нугент | 100 м препоне  | 12,43        | 12,60(.594) КВ      | 1. у гр. 1    | 12,60 КВ              | 2. у гр. 2            | 12,61                  | 5 / 43       |        |
| Меган Тапер | 100 м препоне  | 12,44        | 12,51(.505) КВ      | 2. у гр. 5    | 12,55                 | 4. у гр. 1            | Није се квалификовала  | 7 / 43       |        |
| Рушел Клејтон | 400 м препоне  | 53,33        | 53,97 КВ            | 1. у гр. 1    | 53,30 КВ, ЛР          | 2. у гр. 1            | 52,81 ЛР               |              |        |
| Џанијев Расел | 400 м препоне  | 53,08        | 54,53(.528) КВ      | 1. у гр. 2    | 53,69 кв              | 3. у гр. 3            | 54,28                  | 7 / 41       |        |
| Андренет Најт | 400 м препоне  | 53,26        | 54,21(.205) КВ      | 2. у гр. 3    | 53,72 КВ              | 2. у гр. 2            | 55,20                  | 8 / 41       |        |
| Наташа Морисон Брајана Вилијамс Шели-Ен Фрејзер-Прајс Сашали Форбс Шерика Џексон Елејн Томпсон-Хера Сашали Форбс | 4 х 100 м      | 41,02 НР     | 41,70 КВ, НРС       | 1. у гр. 1    |                       |                       | 41,21 НРС              |              |        |
| Кендис Меклауд Џанијев Расел Никиша Прајс Стејси Ен Вилијамс Чароки Јанг Шиан Салмон                             | 4 х 400 м      | 3:18,71 НР   | 3:22,74 КВ, СРС     | 1. у гр. 1    | 3:20,88 НРС           |                       |                        |              |        |
| Ламара Дистин | Скок увис      | 1,97 НР      | 1,92 кв             | 3. гр. А      | 1,94                  | 5 / 34 (35)           |                        |              |        |
| Кимберли Вилијамсон                                                                                              | Скок увис      | 1,93         | 1,85 =ЛРС           | 15. гр. Б     | Није се квалификовала | 28 / 34 (35)          |                        |              |        |
| Акелија Смит | Скок удаљ      | 7,08         | 6,78 кв             | 2. у гр. Б    | 6,49                  | 11 / 34 (36)          |                        |              |        |
| Тисана Хиклинг                                                                                                   | Скок удаљ      | 6,85         | 6,29                | 13. гр. А     | Није се квалификовала | 30 / 34 (36)          |                        |              |        |
| Шаника Рикетс | Троскок        | 14,98        | 14,93 КВ, ЛРС       | 1. у гр. А    | 14,89 ЛРС             | 4 / 36                |                        |              |        |
| Кимберли Вилијамс                                                                                                | Троскок        | 14,69        | 14,30 кв, ЛРС       | 4. угр. Б     | 14,38 ЛРС             | 7 / 36                |                        |              |        |
| Акелија Смит | Троскок        | 14,54        | 13,95               | 8. угр. Б     | Није се квалификовала | 17 / 36               |                        |              |        |
| Даниел Томас-Дод                                                                                                 | Бацање кугле   | 19,77 НР     | 19,36 КВ            | 4. у гр. Б    | 19,59                 | 5 / 34 (35)           |                        |              |        |
| Саманта Хол | Бацање диска   | 62,94        | 58,43               | 12. у гр. Б   | Нису се квалификовали | 23 / 37               |                        |              |        |
| Најока Клунис | Бацање кладива | 62,94        | 58,43               | 18. у гр. Б   | Нису се квалификовали | 35 / 35 (36)          |                        |              |        |

### Мешовито
| Атлетичари                                                                        | Дисциплина | Лични рекорд | Квалификације | Квалификације | Полуфинале | Полуфинале | Финале                | Финале      | Детаљи |
| Атлетичари                                                                        | Дисциплина | Лични рекорд | Резултат      | Место         | Резултат   | Место      | Резултат              | Место       | Детаљи |
| --------------------------------------------------------------------------------- | ---------- | ------------ | ------------- | ------------- | ---------- | ---------- | --------------------- | ----------- | ------ |
| Демиш Геј (м) Natoya Goule-Toppin (ж) Малик Џејмс-Кинг (м) Стејси-Ен Вилијамс (ж) | 4 х 400 м  | 3:11,76 НР   | 3:14,05 НРС   | 5. у гр. 2    |            |            | Нису се квалификовали | 9 / 16 (17) |        |